# Gerard Veldscholten
Gerard Veldscholten (Lemselo, 19 agosto 1959) è un ex ciclista su strada olandese.
Professionista dal 1981 al 1991, vinse una edizione del Tour de Romandie e fu secondo ai campionati nazionali nel 1985 dietro Jacques Hanegraaf.

## Palmarès
- 1980 (Dilettanti)

3ª tappa Tour de la Province de Namur (Brûly > Couvin, cronometro)
- 1983 (TI-Raleigh, una vittoria)

1ª tappa Tour de Romandie (Bulle > Saignelégier)
- 1984 (Panasonic, tre vittorie)

Grand Prix Union-Brauerei
1ª tappa, 1ª semitappa Critérium du Dauphiné Libére
3ª tappa Tour de Suisse (Cham > Altdorf)
- 1985 (PDM-Ultima-Concorde, una vittoria)

Dwars door Meerssen
- 1988 (Weinmann-La Suisse, una vittoria)

Classifica generale Tour de Romandie
- 1991 (Telekom, una vittoria)

1ª tappa Ronde van Nederland (Arnhem > Tilburg)

### Altri successi
- 1982 (TI-Raleigh, una vittoria)

9ª tappa, 1ª semitappa Tour de France (Lorient > Plumelec)
- 1983 (TI-Raleigh, una vittoria)

Profronde van Almelo (Criterium)
- 1984 (Panasonic, una vittoria)

Gouden Pijl - Emmen (Criterium)
- 1985 (Panasonic, una vittoria)

Nacht van Hengelo (Criterium)
- 1988 (Weinmann-La Suisse, una vittoria)

Criterium di Hansweert
- 1991 (Telekom, una vittoria)

Profronde van Almelo (Criterium)

## Piazzamenti

### Grandi Giri
- Tour de France

1982: 32º
1983: 27º
1984: 16º
1985: 82º
1986: 61º
1988: 45º
- Vuelta a España

1985: 13º
1986: 31º

### Classiche monumento
- Parigi-Roubaix

1988: 7º
- Liegi-Bastogne-Liegi

1982: 41º
1983: 30º
1985: 48º
1987: 90º
1989: 116º
1990: 78º

### Competizioni mondiali
- Campionati del mondo

Praga 1981 - In linea Dilettanti: 73º
Praga 1981 - Cronosquadre Dilettanti: 4º
Goodwood 1982 - In linea: 33º
Altenrhein  1983 - In linea: 39º
Barcellona 1984 - In linea: ritirato
Giavera del Montello 1985 - In linea: 13º
Colorado Springs 1986 - In linea: ritirato